# ルートヴィヒ・ティーク

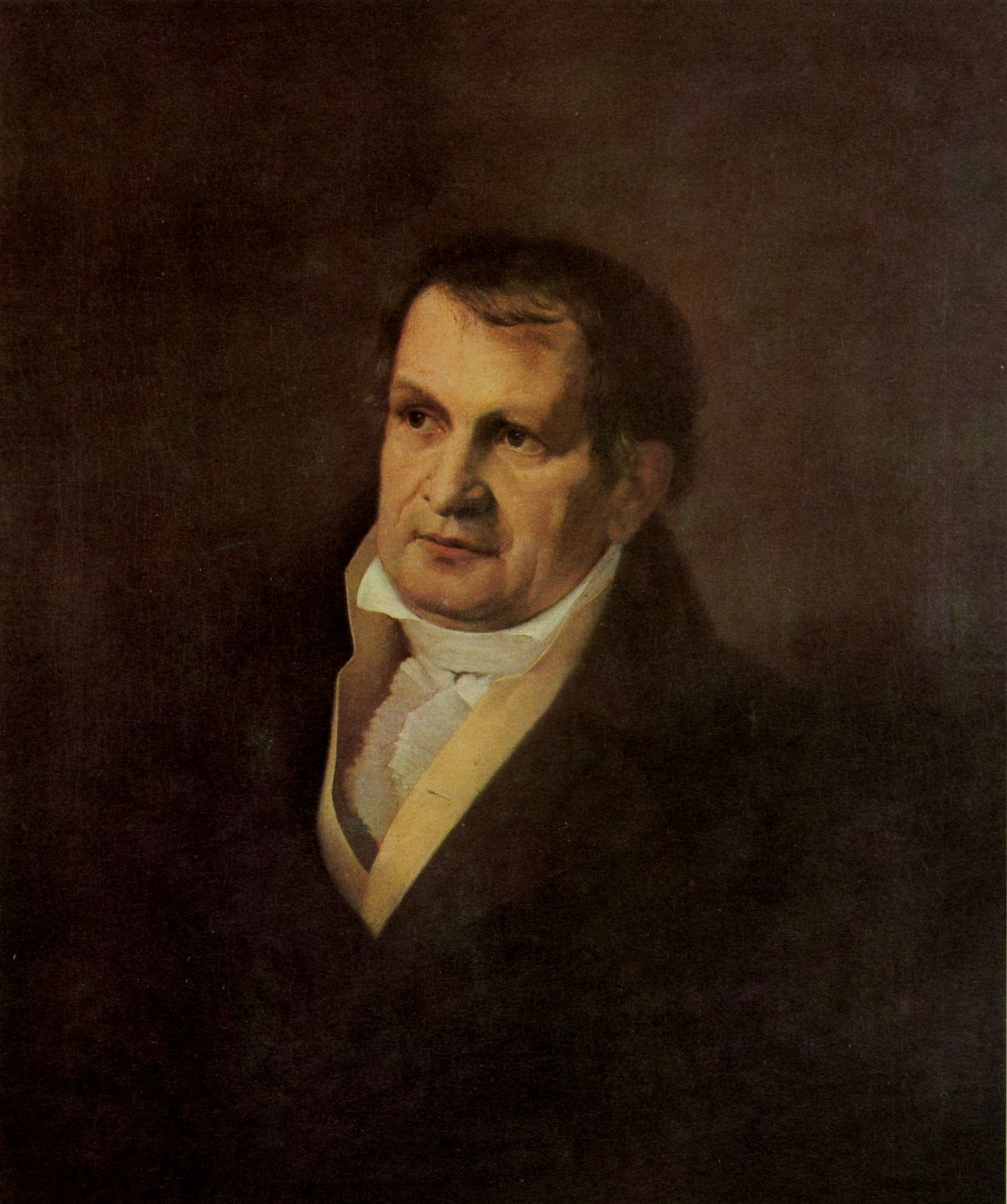
ルートヴィヒ・ティーク
(画) Robert Schneider

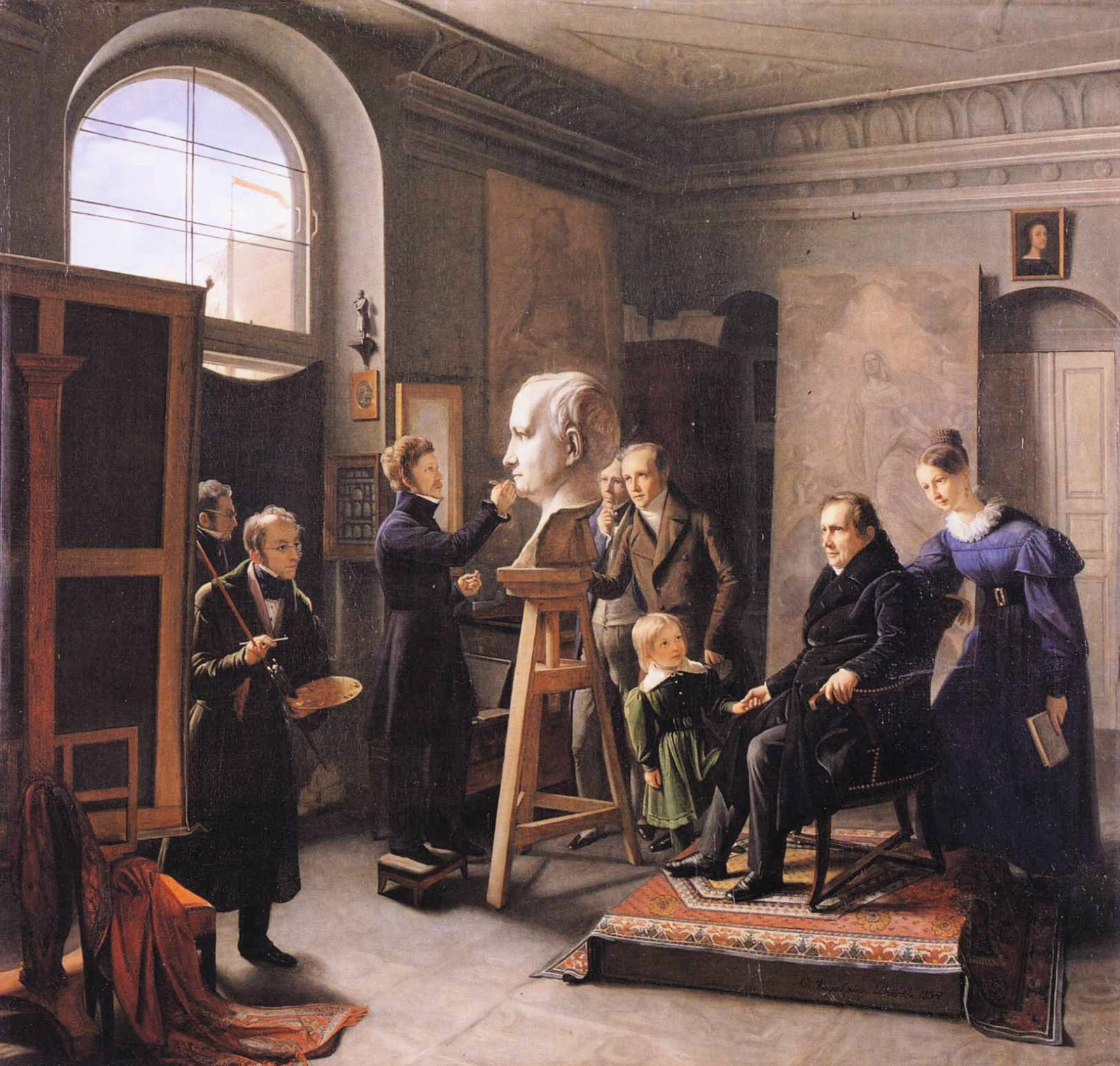
ダヴィッド・ダンジェの彫塑のモデルになるティーク
(画)カール・フォーゲル・フォン・フォーゲルシュタイン

ルートヴィヒ・ティーク（Ludwig Tieck、 1773年5月31日-1853年4月28日）はドイツのロマン主義を代表する作家・詩人・編集者。

## 少年期・学生時代・最初の成功
ルートヴィヒ・ティークは1773年5月31日、ベルリンで綱作り職人の子として生まれた。1782年からフリードリヒ・ヴェルダー・ギムナジウムに通い、そこで終生の友ヴァッケンローダーと友誼を結んでいる。その後ハレ大学・ゲッティンゲン大学などで歴史や哲学、新旧の文学を学んでいる。1793年に在籍したエアランゲン大学ではヴァッケンローダーも共に学んだ。このころからティークはシェークスピアの研究に没頭して作家となるための修養を積み、在学中にヴァッケンローダーと共に各地を旅行してニュルンベルクや風光明媚なフレンキシェ・シュヴァイツ（フランケン・スイス）、バイエルン北東部のフィヒテルゲビルゲ、ポンマースフェルデンにあるバロック時代の古城ヴァイセンシュタイン城などを巡って見聞した。これはのちの作品に大きく影響し、これらの経験を記した旅行記もティークの名を高めている。
ティークは既に大学進学よりも前からベルリンで最初の詩作を始めていたが、1794年彼は学業を放擲してベルリンに戻り『シュトラウスフェーダーン』誌に後期啓蒙主義的視点から娯楽小説や実験的文学作品を発表した。これら散文作品のうち一部は妹ゾフィーとの合作として製作されている。
1795年、ティークの最初の長編小説『ペーター・レープレヒト、冒険的なところのない物語』、『ウィリアム・ラヴェル』が、1796年には『アブダラ』がそれぞれ出版された。これらの作品においてティークはロマン主義への移行を完了し、民話や伝承に、ある時は劇的・風刺的である時は簡潔な脚色を施した。1797年には『ペーター・レープレヒトの民話』を発表し、芸術家小説『フランツ・シュテルンバルトの遍歴』を完成させてノヴァーリスやアイヒェンドルフに続くロマン主義小説の方向性を示すことになる。
1797年の終わり頃ティークはフリードリヒ・シュレーゲルと初めて会う。1798年ハンブルクで説教師アルベルトの娘と結婚し、1799年から1800年にかけてイェーナに滞在。そこでシュレーゲル兄弟やブレンターノ、フィヒテ、シェリングらと交友し、ゲーテとシラーの両名にも会っている。またアウグスト・ヴィルヘルム・シュレーゲルの紹介でノヴァーリスと知遇を得ている。シュレーゲルはいわゆるイェーナ初期ロマン主義に属していたが、彼の展開したロマン主義の理論にティークの作品は実例を提供することになった。

## ツィービンゲン時代
1801年ティークは家族と共にフランクフルト・アン・デア・オーダーの東、ツィービンゲンに住む知人の所領に移った。1803年からはベルリンとツィービンゲンを往復する生活だったが、1805年にはバチカンに保管されていた古代ドイツ語の写本研究を目的にイタリアへ旅行している。このころ風刺小説『ツェルビノ王子、または美味を求める旅』（1799年)とヴァッケンローダーの協力による中世ドイツ賛美の小説『フランツ・シュテルンバルトの遍歴』（1798年）が出版された。また『ロマン詩集』（1799-1800年）、悲劇『聖女ゲノフェーファの生と死』（1820年）、民衆本に想を得た喜劇『皇帝オクタヴィアヌス』(1804年）などを次々と発表し、ロマン主義的な思潮を全面的に推し進めた。
さらに1799年から1801年にかけてセルバンテスの『ドン・キホーテ』を翻訳し、おそらくシェークスピアの作品に帰されると思われるいくつかの作品の翻訳を『古英国演劇』（1811年）という題名で出版。そのほかに中世の詩人ウルリヒ・フォン・リヒテンシュタインの『婦人奉仕』(1812年）を校訂、ローゼンプリュートやハンス・ザックス、アイラー、アンドレアス・グリューフィウス、ローエンシュタインなどバロック期の劇作家の作品を編集して『ドイツ演劇』(1817年）のタイトルで出版、民話や民間演劇などを集めた『ファンタースス』（1812-1817年）を編集するなど多作な時代だった。『ファンタースス』は後に増補されて『フォルトゥナート』（1844-1845年）という題名で再版されて読書界をティークに注目させた。『忠実なエッカート』『妖精たち』『杯』『金髪のエックベルト』などの物語はその詩的な価値の秀でていることが以前から広く認められている。
1813年ティークはプラハに旅し、ナポレオン没落の後ロンドンとパリに向かった。ロンドンに行ったのは主にシェークスピアに関する作品を著す上で関心があったからだったが、その作品は完成されなかった。

## ドレスデン時代
1819年から1841年までティークはドレスデンに住んだ。ドレスデンの俗流文学のつまらなさとティークの精神性は対照的だったが、それでもほとんど毎晩催される全国的に有名な彼のドラマティックな朗読会には、彼の芸術に関する見解を指導的なものとして認める一団の人々が集まり、ティークはそれに満足していた。彼は1820年代を通じて王立劇場文芸部員として強い影響力を持ったが、一方では俗物の反対派による陰謀やデマなどで悩まされることも多かった。詩人・作家としてのティークはドレスデン移住以降は専らノヴェレ（短編小説）のスタイルを採用している。彼の『ノヴェレン』（1852-1854年）全集ではその語りの能力の素晴らしさが発揮されている。
ティークはこのノヴェレというジャンルを創始した作家の一人だが、彼はこの形式において叙述という要素を全く重要しておらず、ストーリーはある意図やイメージを描写するための手段に過ぎない。これらノヴェレの中で最も重要なものに『絵画』『旅人』『山の老人』『田舎の社会』『婚約』『音楽にまつわる苦悩と歓喜』『人生の流れ』などが挙げられる。
歴史的ノヴェレでは『ギリシア人皇帝』『詩人の死』、そして完成しなかったものの『ツェヴェネの反乱』が非常に重要な作品として挙げられる。これらのノヴェレ全てにおいて、簡潔で優雅な描写だけでなく多様で生き生きした典型的な登場人物と詩想の深さが陶酔を誘う。散文的ノヴェレにおいてもティークは円熟の筆致を見せてくれる。その最後の大作『ヴィットーリア・アコロンボーナ』(1840年）は新フランスロマン主義の影響の下に成立したが、その色彩豊かな描写にもかかわらず苦悩の印象をより強く与えられるのである。
編集者としての彼は1826年のアウグスト・ヴィルヘルム・シュレーゲルによるシェイクスピアのドイツ語訳、ハインリヒ・フォン・クライストの遺稿（1821年）全集（1826年）、ヨーハン・ゴットフリート・シュナーベルの『フェルゼンブルク島』（1827年）、レンツ全集（1828年）、『シェークスピア前派』（1823-1829年）などの校訂・編集を行い、また劇団文芸員としての批評は『文芸部員通信』（1826年/1852年）としてまとめられた。

## ベルリン時代
1841年、フリードリヒ・ヴィルヘルム4世はティークをベルリンに招いた。この時代のティークは既に多くの近親者と死別し、自身も病気で引き籠もりがちで孤独な生活を送っている。1848年には『批評集』がまとめられるなど名誉あり憂いのない老後ではあったが世を離れた暮らしであり、それは1853年4月28日に亡くなるまで続いた。

## 和訳・作品集
- 『ティーク ドイツ・ロマン派全集 第1巻』（金髪のエックベルト. 友だち. ルーネンベルク. 愛の魔法. 妖精. 怪しのさかずき. 美しいマゲローネ. ハイモンの子らの物語. 忠臣エッカルトとタンネンホイザー）、国書刊行会 1983年
- 『カール・フォン・ベルネック』（『ドイツ・ロマン派全集 第17巻』所収）、国書刊行会 1989年
- 『金髪のエックベルト』（今泉文子編『ドイツ幻想小説傑作選　ロマン派の森から』所収）、ちくま文庫、2010年　ISBN 4480426655
- 『ブロンドのエックベルト・人生の余剰』（高橋昌久訳、京緑社「マテーシス古典翻訳シリーズ」、2023年）。電子出版
- 『フランツ・シュテルンバルトの遍歴』片山耕二郎訳、国書刊行会 2023年